# Racconti indiani
I Racconti indiani (Indian Tales) sono una raccolta di racconti scritti e illustrati da Jaime de Angulo, scrittore e antropologo spagnolo attivo negli Stati Uniti d'America.

## Storia editoriale
I Racconti indiani furono inizialmente letti in diretta all'emittente radiofonica KPFA nel 1949 dallo stesso autore, e uscirono inizialmente come registrazione audio.
La prima edizione in volume risale al 1953, per l'editore A. A. Wyn, ed ebbe poi molte riedizioni.
In Italia furono pubblicati per la prima volta nel 1973 dalle edizioni Adelphi di Milano.

## Contenuto
Le storie, tutte legate tra di loro all'interno di una cornice narrativa, vertono su una famiglia di animali antropomorfi (il padre Orso, la madre Antilope, il figlio Volpe e la figlia Quaglia) che viaggia attraverso la California incontrando diverse figure mitologiche, tra le quali il Vecchio Uomo Coyote, e varie tribù di animali con lo stesso stile di vita dei popoli indigeni della California prima dell'arrivo degli Europei. Il libro è un'immaginifica rielaborazione di molti dei miti e dei racconti folcloristici raccolti da de Angulo nella sua precedente attività di antropologo. Le storie sono scritte in uno stile tale da essere rivolte ai lettori più giovani, ma da poter essere lette anche dagli adulti.
L'autore scrive nella prefazione:
(explicit della Prefazione dell'autore)

## Influenza culturale
Il racconto della pulce d'acqua che ruba l'ombra di chi abbia ucciso un essere vivente più piccolo senza motivo ha ispirato la canzone La pulce d'acqua del cantautore italiano Angelo Branduardi.

## Edizioni
- (EN) Jaime de Angulo, Indian Tales, illustrazioni dell'autore, New York, A.A. Wyn, 1953.
- Jaime de Angulo, Racconti indiani, collana Biblioteca Adelphi, traduzione di Roberto Mastromattei, illustrazioni dell'autore, n. 49, Milano, Adelphi, 1973.
- Jaime de Angulo, Racconti indiani, traduzione di Roberto Mastromattei, illustrazioni dell'autore, Milano, Mondadori, 1979.
- Jaime de Angulo, Racconti indiani, collana Oscar Narrativa, traduzione di Roberto Mastromattei, illustrazioni dell'autore, n. 1062, Milano, Mondadori, 1981.
- Jaime de Angulo, Racconti indiani, collana Tascabili Bompiani, traduzione di Roberto Mastromattei, illustrazioni dell'autore, n. 311, Milano, Bompiani, 1985.
- Jaime de Angulo, Racconti indiani, collana Eolo, traduzione di Roberto Mastromattei, illustrazioni dell'autore, n. 19, Milano/Scandicci, Adelphi/La Nuova Italia, 1996.